# さいたま観光大使
さいたま観光大使（さいたまかんこうたいし）は、埼玉県さいたま市の観光大使である。同様の役職であるさいたま市観光宣伝部長についてもここで述べる。初代の観光大使には、浦和うなこちゃんらが選ばれた。

## 概要
さいたま市の観光の魅力を内外に宣伝し、市のイメージアップを図るため、さいたま市が設置している役職。
さいたま観光大使
さいたま市内に居住、またはさいたま市出身など、市にゆかりのある著名人、または市内に活動拠点がある団体から分野別に選定され、市長が委嘱している。日常の活動のなかで折に触れ、さいたま市の観光を宣伝するほか、市の行事などに参加している。
さいたま市観光宣伝部長
さいたま市出身またはゆかりがあり、マスメディア等に出演する機会が多く、かつ、子どもから大人まで、幅広い世代で身近で親しみが感じられ、さいたま市への関心と愛着を持つ著名人に対して市長が委嘱している。観光宣伝部長を委嘱された著名人は、主にマスメディアや日々の活動を通じて、市内の観光スポット、イベント、特産品をはじめ歴史や伝統といったさいたま市の魅力を全国に積極的に発信していく事を担う。

## 現在のさいたま観光大使
2025年1月6日時点。
- 山田香織（北区出身・盆栽家）
- 浦和うなこちゃん（さいたま市を代表する食文化であるうなぎを代表して選出。「浦和のうなぎを育てる会」のイメージキャラクター）
- あらい太朗（見沼区出身・漫画家、イラストレーター）
- 浦和レッドダイヤモンズ（さいたま市を本拠とするプロサッカークラブ）
- RB大宮アルディージャ（さいたま市を本拠とするプロサッカークラブ）
- 球舞（浦和区を拠点に活動するフリースタイルフットボールチーム）
- 吉武大地（中央区在住・声楽家）
- 大宮セブン（大宮ラクーンよしもと劇場を拠点に活動するよしもと芸人によるユニット）
- 村田綾（市内出身・タレント）
- 三遊亭楽生（岩槻区出身・落語家）
- さいたまブロンコス（さいたま市を本拠とするプロバスケットボールチーム）
- Buzz Light Baller（さいたま市を本拠とするフリースタイルバスケチーム）
- 夢KANAオーディション グランプリ（埼玉中央青年会議所主催「さいたま夢KANA音楽祭」）＊代々変わる
- さいたま小町（さいたま市商工業イメージアップキャラクター）＊代々変わる

## 現在のさいたま市観光宣伝部長
2024年4月1日現在
- 土田晃之（見沼区出身・お笑いタレント）（2012年5月28日就任）
- 伊藤さおり（北陽）（岩槻区出身・お笑いタレント）(2010年5月28日就任）
- 川島永嗣（中央区出身・プロサッカー選手）※（2012年4月1日、「さいたま観光大使」から変更して就任）

過去
- 小嶋陽菜（浦和区出身・タレント（元AKB48））（2013年3月17日[3] - 2016年8月14日）
- 菜々緒（大宮区出身・ファッションモデル）（2012年10月13日 - 不明）
- 高橋由美子（大宮区出身・女優）（2015年8月1日 - 不明）